# Antoni Joan Bastinos i Estivill
Antoni Joan Bastinos i Estivill (Barcelona, 1838 - 7 de juny de 1927) fou un editor i polític català.

## Biografia
Era fill del també editor Joan Bastinos i Coll, qui el 1842 havia fundat l'Editorial Bastinos especialitzada en l'edició de llibres d'ensenyament primari de castellà, i que van assolir una gran difusió a Espanya i a Amèrica Llatina. Va dirigir la secció editorial de la llibreria del seu pare. Va escriure llibres de pedagogia. Fundà la revista El Monitor de Primera Enseñanza, que es va editar de 1859 a 1900. Va participar en l'Exposició Universal de Barcelona de 1888. A les eleccions municipals de 1891 i 1899 fou elegit regidor de l'ajuntament de Barcelona pel Partit Conservador pel districte Universitat. Fou soci de Foment del Treball Nacional i de la Cambra de Comerç, Indústria i Navegació de Barcelona.

## Obres
- Armonía social (1873)
- Biblia de los párvulos' (1882)
- Catalanes ilustres : su tiempo, su vida y sus hechos (1905)
- Hojas secas (1922)
- Estudios y recuerdos (1925)